# André Virel
André Virel, né à Douai le 27 avril 1920 et mort à Chambéry le 6 août 2000, est un peintre, poète, théoricien et praticien de la psychologie, sociologue, anthropologue et universitaire français.

## Biographie
Alors qu'il soutient un C.E.S. de Psychologie en 1940, André Virel organise un mouvement de résistance depuis l'université de Grenoble. Il milite, d'abord sur un plan régional, puis national dans les rangs de la France libre. Arrêté en décembre 1943 par la Gestapo à la brasserie Zimmer à Paris, puis interné à Drancy, il saute du train qui le déportait vers Buchenwald. En 1944, les comités savoyards de la Libération font de lui un préfet régional le 4 septembre 1944, puis il est nommé président d'honneur de l'Assemblée générale des Comités départementaux de Libération à Vizille.
À la Libération, il se tourne vers le monde artistique, participe à la création de La Rose Rouge à Paris, devient peintre et écrivain. Il publie un roman, Le baron Jules, un recueil de poèmes, Le Cheval de Trois, avec Jacques Prévert et André Verdet, et Congé d'armistice. Il participe à la radio, avec Fernand Pouey, à des émissions littéraires et dramatiques.
Avec Robert Desoille, théoricien et praticien du rêve éveillé dirigé, il va approfondir de façon théorique et pratique le monde des images intérieures et à leur symbolisme. C'est là qu'il va découvrir l'importance de la notion de « Moi corporel imaginaire » qu'il développera plus tard dans l'Onirothérapie d'Intégration et la Décentration. Cette étude de l'imaginaire va le conduire à se passionner pour les mythologies égyptiennes et gréco-latines et aux mondes archaïques. Il participe alors à une mission ethnographique dans les forêts de Haute-Guinée où il subit les rites d'initiation d'une tribu : les Toma (il portait d'ailleurs sur le dos la marque des 101 scarifications faites avec une épine d'acacia, qui faisaient de lui un Toma). De cette mission il rapportera un film: Forêts sacrées (1953) actuellement à la Cinémathèque française de Paris.
À son retour il obtient à la Sorbonne un C.E.S. d'anthropologie et un D.E.A de neurophysiologie, puis un doctorat en psychologie sous la direction de Mme Juliette Favez-Boutonier, où il propose une définition différentielle de la vigilance et de la conscience, comparant les niveaux de vigilance et les états de conscience, thème qu'il reprendra au Colloque de Cordoue, en 1979. En 1963, il est nommé assistant à la Faculté des sciences de Paris, où il enseignera jusqu'à sa retraite. En 1968, il crée la S.I.T.I.M.O., Société Internationale des Techniques d'Imagerie Mentale Onirique, dont le but est de rassembler et de coordonner les psychothérapeutes concernés par ces techniques.

## Son œuvre
En 1965, paraît aux éditions du Mont-Blanc, Histoire de notre image l'ouvrage qui va fonder l'édifice théorique novateur que Virel poursuivra toute sa vie. Salué en son temps dans la revue Sciences, Virel s'y interroge sur la genèse et l'évolution de la pensée, montre par « quelles phases évolutives est passée la pensée humaine avant d'atteindre, à son étape actuelle, la faculté d'abstraction et conceptualisation ».
Les étapes du développement de cette pensée, Virel les repère dans les traces qui sont venues jusqu'à nous des productions d'une conscience en développement exprimées par l'imaginaire des hommes, et que l'on retrouve aussi bien dans les dessins pariétaux, les mégalithes, les cosmogonies ou les mythes. Son mérite fut d'avoir posé un regard pluridisciplinaire sur les origines et les modes de fonctionnement de cet imaginaire collectif et d'en avoir dégagé un processus génétique C'est en observant les trois règnes qui racontent la création du monde dans la mythologie gréco-latine qu'il repère une constante que l'on retrouve dans tous processus d'évolution et qui se déroule en trois phases, dans la phylogenèse comme dans l'ontogenèse, qu'il nommera Symbologie génétique.
Dans la première phase dite cosmogénique, l'être peu différencié du monde qui l'entoure est dans une phase fusionnelle; au cours de la seconde phase dite schizogénique, l'être se sépare du monde en s'y opposant, c'est une phase conflictuelle; avec la troisième phase dite autogénique, l'être différencié du monde existe par lui-même, c'est la phase résolutoire. Dans sa recherche sur l'imaginaire, Virel a donné la primauté à l'évolution de l'intériorisation, de l'intégration des dimensions spatio-temporelles en parallèle du développement de la conscience. Comment l'humain a-t-il franchi les différents stades de sa genèse dimensionnelle? Comment a-t-il pris conscience de son image corporelle dont la verticalité lui est spécifique étant donné que cette verticalisation n'est pas vécue à la naissance?
En 1968, il publie avec Roger Frétigny L'Imagerie mentale, une introduction à l'Onirothérapie, terme générique qui fait la somme des connaissances sur les pratiques psychothérapiques qui utilisent l'image. Cette réhabilitation de l'imaginaire, différent de l'imagination (faculté psychologique), vient compléter les données de la psychanalyse quand elle reconnaît ses échecs face aux traitements des enfants et aux névroses narcissiques. Pour Frétigny et Virel, guérir n'est pas seulement resocialiser mais restaurer dans l'être les possibilités de création nécessaires à son épanouissement.
Dans le même temps, la création par ces auteurs de l'Institut de Psychothérapie, premier institut pluridisciplinaire de formation à la psychothérapie en France, permettra de confronter les différentes approches contemporaine du psychisme, qu'elles soient freudiennes, jungiennes, adlériennes ou par l'imagerie mentale onirique, sans négliger pour autant les spécialistes du symbolisme, de l'histoire des religions, des mythologies, de l'anthropologie, de la psychophysiologie ou de la poétique. Les arts aussi y furent représentés avec des expositions de peinture de Roger Blin, Philippe Delessert, Andrée et Jean Moissiard, Mouloudji, Fernand Pouey, Jacques Prévert, Georges Ribemont-Dessaignes, Roland Rolland, Bruno Virel et le groupe de peintres Art en Seine ainsi que l'enseignement musical: La musique en clair, dirigé par Christine Virel.
La Société internationale des techniques d'imagerie mentale onirique ( S.I.T.I.M.O.) regroupera et coordonnera sur un plan international, des psychothérapeutes et groupes de psychothérapeutes utilisant ces techniques onirothérapiques d'imagerie mentale. Plusieurs rencontres internationales permirent de confronter les points de vue en Suisse, au Portugal, en Italie, en France et aussi avec des groupes argentins et uruguayens.
Pour la petite histoire, ces associations eurent le privilège d'habiter dans un lieu du XIIe siècle, face au plus vieil arbre de Paris, au 12 rue Saint-Julien-le-Pauvre dans le 5e arrondissement, L'Arbre Vert. Aujourd'hui, ce lieu n'existe plus, mais l'Arbre Vert se continue dans les éditions de l'Arbre Vert destinées d'une part à des ouvrages de recherche sur l'imaginaire et d'autre part à des ouvrages plus spécialisés en psychothérapie.
André Virel développera son œuvre autour de la notion de Décentration. Elle est issue de deux approches qui, au XXe siècle, ont évolué parallèlement aux psychanalyses. D'une part les techniques d'imagerie mentale qui utilisaient l'efficacité symbolique de l'association d'images dans un but thérapeutique, comme purent les pratiquer Pierre Janet, Robert Desoille, les sophrologies ou Carl Gustav Jung avec son imagination active et d'autre part les techniques de relaxation qui tentaient d'apaiser le corps pour apaiser le psychisme.
Pour leur part les psychanalyses et leur langage théorique rationnel qui ont conditionné la compréhension intellectuelle du fait psychologique, préconisaient l'association d'idées sans tenir compte du vécu corporel. C'est pour se différencier des techniques de relaxation qui sollicitent une concentration de l'attention sur la pesanteur ou la chaleur sur une partie du corps puis sur une autre que Virel choisit de nommer son approche « décentration ». Pour comprendre l'esprit de la décentration, l'attention doit faire place à l'attente afin de rendre le rêveur disponible à une perception spontanée de sensations corporelles non recherchées. Contrairement à la règle psychanalytique, le rêveur ne doit pas se laisser aller à tout ce qui vient à sa pensée, mais à vivre et à dire, si possible, tout ce qui se passe dans son corps. Ce corps, véritable mémoire de notre présence au monde, si on lui donne la parole, va conduire le rêveur de douleurs en contractures, puis en amorce de métamorphoses, puis en métamorphoses, à habiter dans un corps imaginaire évoluant dans un décor imaginaire. La décentration se situe entre la veille et le sommeil et c'est dans ce passage où les deux mondes se chevauchent, que Virel avait perçu l'importance d'un lâcher-prise, d'un déconditionnement pour permettre le dépassement et l'éclatement des interdits qui conduira à une réconciliation et une libération des possibles de l'être. La décentration qui permet une désintellectualisation des problèmes de l'être, s'adresse à tous ceux qui souhaitent découvrir tout ce qu'ils ignorent d'eux-mêmes.
Les cinq dernières années de son existence, Virel les consacrera à l'écriture et aux corrections de son dernier ouvrage : Les Univers de l'Imaginaire. Il y reprend ses thèmes importants : comment les coordonnées de l'espace et du temps se sont intégrées tout au long du développement de l'imaginaire collectif, et sur le plan individuel comment et pourquoi le schème corporel n'est pas un schéma.
À propos de L'Histoire de notre image, Italo Calvino écrit dans Leçons américaines (1988, Le Seuil / Points, 2001) : « Dans cet ouvrage exceptionnel qui échappe aux classifications précises, André Virel tentait de dégager un processus génétique du développement de la pensée humaine qu'il nomma Symbologie génétique. Elle avait pour objet de montrer par quelles phases évolutives est passée la pensée humaine avant d'atteindre, à son étape actuelle, la faculté d'abstraction et de conceptualisation. »

## Publications
1. Correspondant général de la revue Méridien, Rodez, 1942.
2. Halo, Halo, poèmes lunaires, Subervie, Rodez, 1942.
3. Jacques Prévert, André Verlet, André Virel  : Le Cheval de Trois, France-Empire / Le Portulan, 1946.
4. Congé d'armistice, poèmes, La Nouvelle Édition, 1950.
5. Psychologie et Mythologies Comparées. Syntonie-Focalité ou Mercure-Vulcain, « Connaissance de l'Homme », no 10-11, juin-juillet 1955.
6. La porte des Métamorphoses, « La Tour Saint-Jacques », n° IX, éditions H. Roudil, 1962.
7. Histoire de notre image, éditions du Mont-Blanc, Genève, 1965.
8. Vigilance et Conscience (contribution à leur définition différentielle par l'expérimentation de l'Imagerie Mentale, doctorat de psychologie, Paris-Sorbonne 1967.
9. Roger Frétigny et André Virel : L'Imagerie Mentale - Introduction à l'onirothérapie, éditions du Mont-Blanc, Genève, 1968.
10. Approches psychophysiologiques de l'imagerie mentale, « Bulletin de psychologie », 291, XXIV, 9-11, 1970-1971.
11. Etudes polygraphiques au cours de séances d'imagerie mentale, « Psychothérapies - Revue de l'Arbre Vert », 1971, 2, 19-32.
12. Contributions au Vocabulaire des Psychothérapies, Fayard, Paris, 1977.
13. Corps en fête, éditions Draeger/Le Soleil Noir, 1979.
14. « Pensée hypnique et rêve de veille: une infusion réciproque » in Science et Conscience, France-Culture; Colloque de Cordoue, éd. Stock, 1980.
15. Une recherche de la porte étroite à la lumière d'un développement dimensionnel, «  Les Cahiers de Jean Scot Érigène », éditions Trédaniel, tome I, Paris, 1988.
16. Hommage au docteur Marc Guillerey de Lausanne, pionnier des psychothérapies par les images mentales oniriques, « Psychologie Médicale », 1989, 21, 10, 1501-1507.
17. « Images du corps-images du monde », in Thérapie psychomotrice, no 91, 1991.
18. Laboratoire et Oratoire du rêve, Les Cahiers de Jean Scot Érigène, éditions Trédaniel, tome III, Paris, 1992.
19. « Vivre sa mort, la technique de décentration », in Perspectives psychiatriques, no 42 1994.
20. « La toison d'Or, du mythe à l'histoire et à la Géographie », in L'Immaginale no 19, Lecce, 1995.
21. « Le secret de la double hache et de l'effroi d'Héphaïstos », in L'Immaginale, no 24, Lecce, 1998.
22. Les Univers de l'Imaginaire, éditions de l'Arbre Vert, Paris, 2000.
23. Le modèle fonctionnel du corps, éditions de l'Arbre Vert, Paris, 2008.

## Sources
- Gilberte Aigrisse : André Virel, Histoire de notre image, « Journal of Analytical Psychology » XII, 1967.
- Sylvie Mutet : Simulation globale et formation des enseignants, Gunter Narr Verlag, 2003.
- Éditions de l'Arbre Vert : Vie et œuvre d'André Virel.